# Новиченко, Кристина Олеговна
Кристина Олеговна Новиченко (род. 13 декабря 1990) — российская спортсменка (скоростное плавание и плавание), наиболее успешно выступает в плавании баттерфляем и вольным стилем.

## Карьера
Воспитанница северской СДЮСШОР «Янтарь», где занималась под руководством Юрия Ивановича Ячменёва (продолжает быть её личным тренером). В 2007—2012 годы тренировалась в Санкт-Петербурге, в УОР № 1 (тренер С. Н. Петропаловский), с 2012 года тренируется в Детройте (США). Параллельно училась на факультете физической культуры и спорта Томского государственного педагогического университета.
Занимается плаванием и плаванием в ластах. Призёр чемпионатов России: 2007 и 2011 — бронза на дистанции 200 м баттерфляем, 2013 — серебро на дистанции 1500 м вольным стилем.
В 2010 году завоевала бронзу на Чемпионате Европы по подводному плаванию на дистанции 200 м в классических ластах.